# Чарностув-Полесе
Чарностув-Полесе (пол. Czarnostów-Polesie) — село в Польщі, у гміні Карнево Маковського повіту Мазовецького воєводства.
Населення — 88 осіб (2011).
У 1975-1998 роках село належало до Цехановського воєводства.

## Демографія
Демографічна структура станом на 31 березня 2011 року:
|          | Загалом | Допрацездатний вік | Працездатний вік | Постпрацездатний вік |
| -------- | ------- | ------------------ | ---------------- | -------------------- |
| Чоловіки | 44      | 9                  | 27               | 8                    |
| Жінки    | 44      | 5                  | 26               | 13                   |
| Разом    | 88      | 14                 | 53               | 21                   |